# 石砻站
石砻站是一个漳泉肖线上的铁路车站，位于福建省南安市丰州镇石砻村，建于1998年，目前为四等站，邮政编码为362333。车站于2012年2月17日起不再办理客运业务，目前亦不办理货运业务。

## 图集

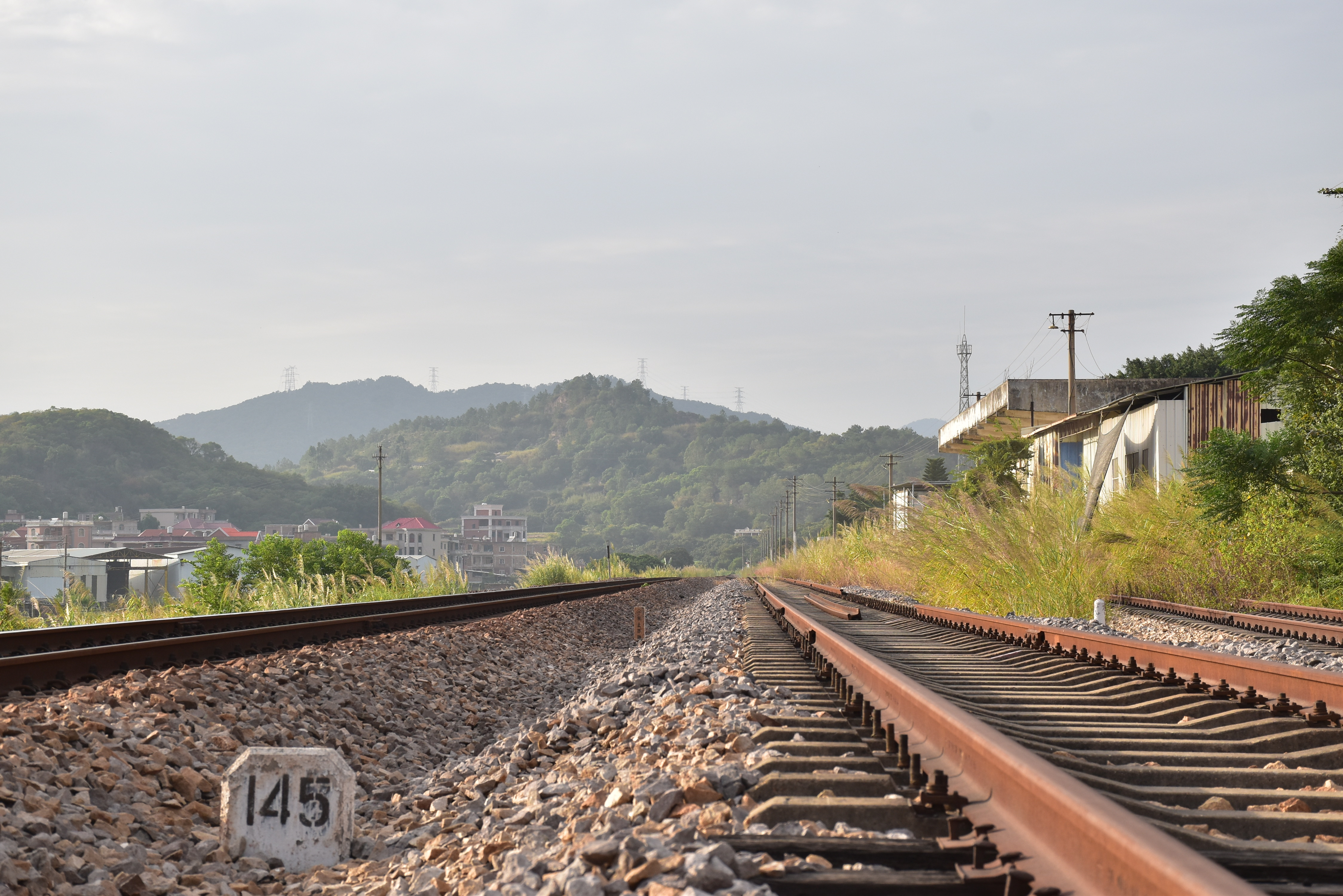
位于漳泉肖铁路144-145公里处的石砻站
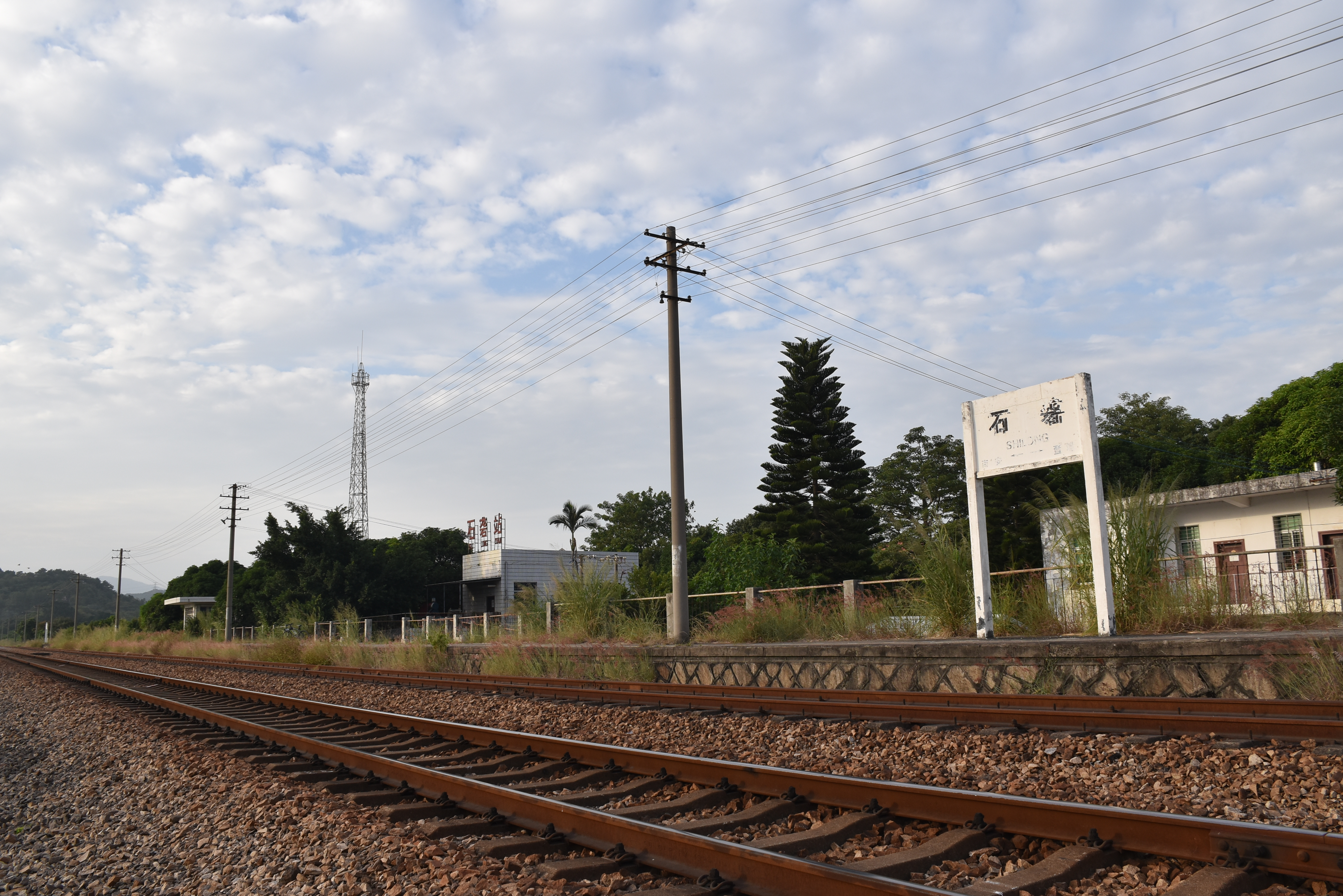
石砻站
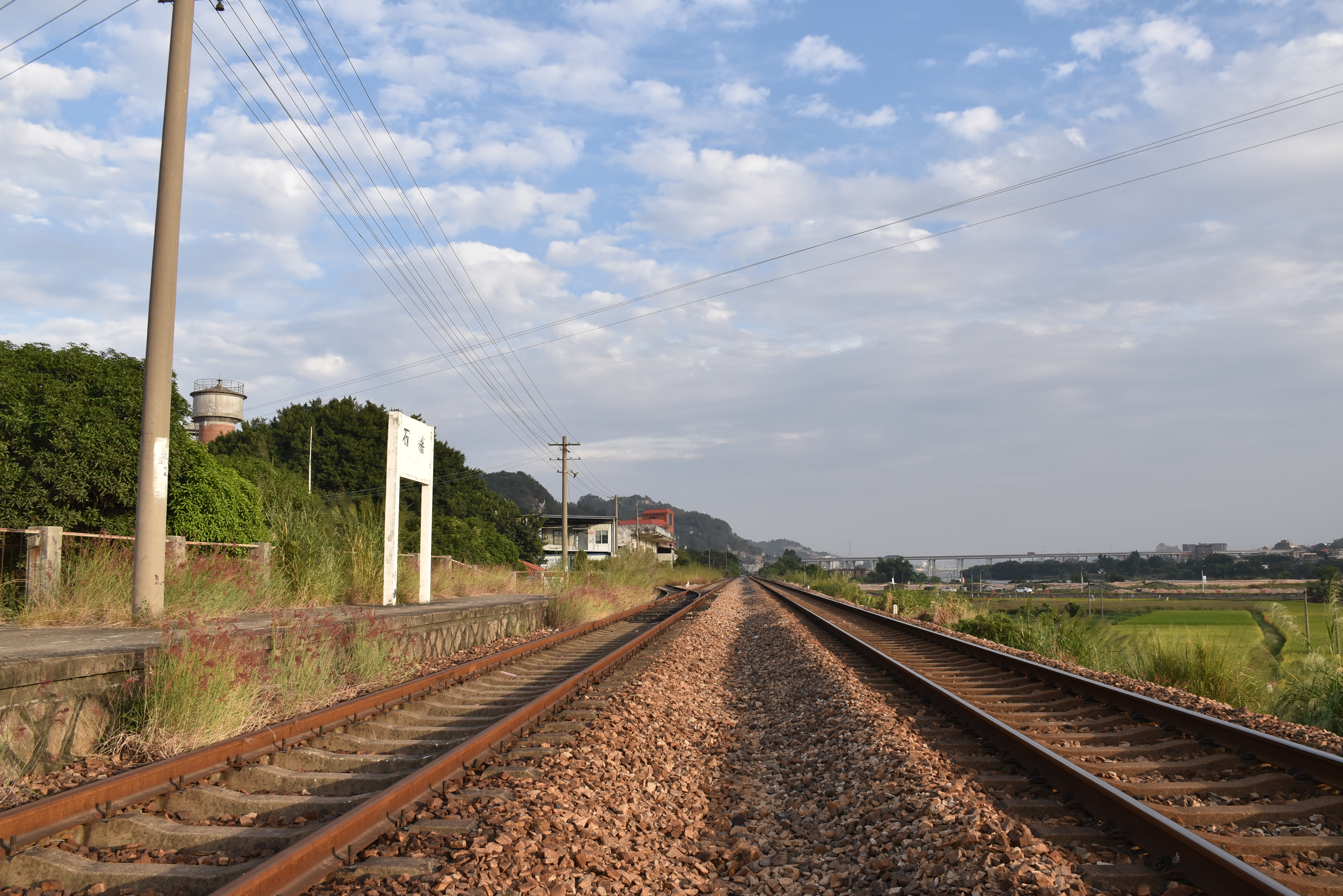
石砻站，下行泉州东方向
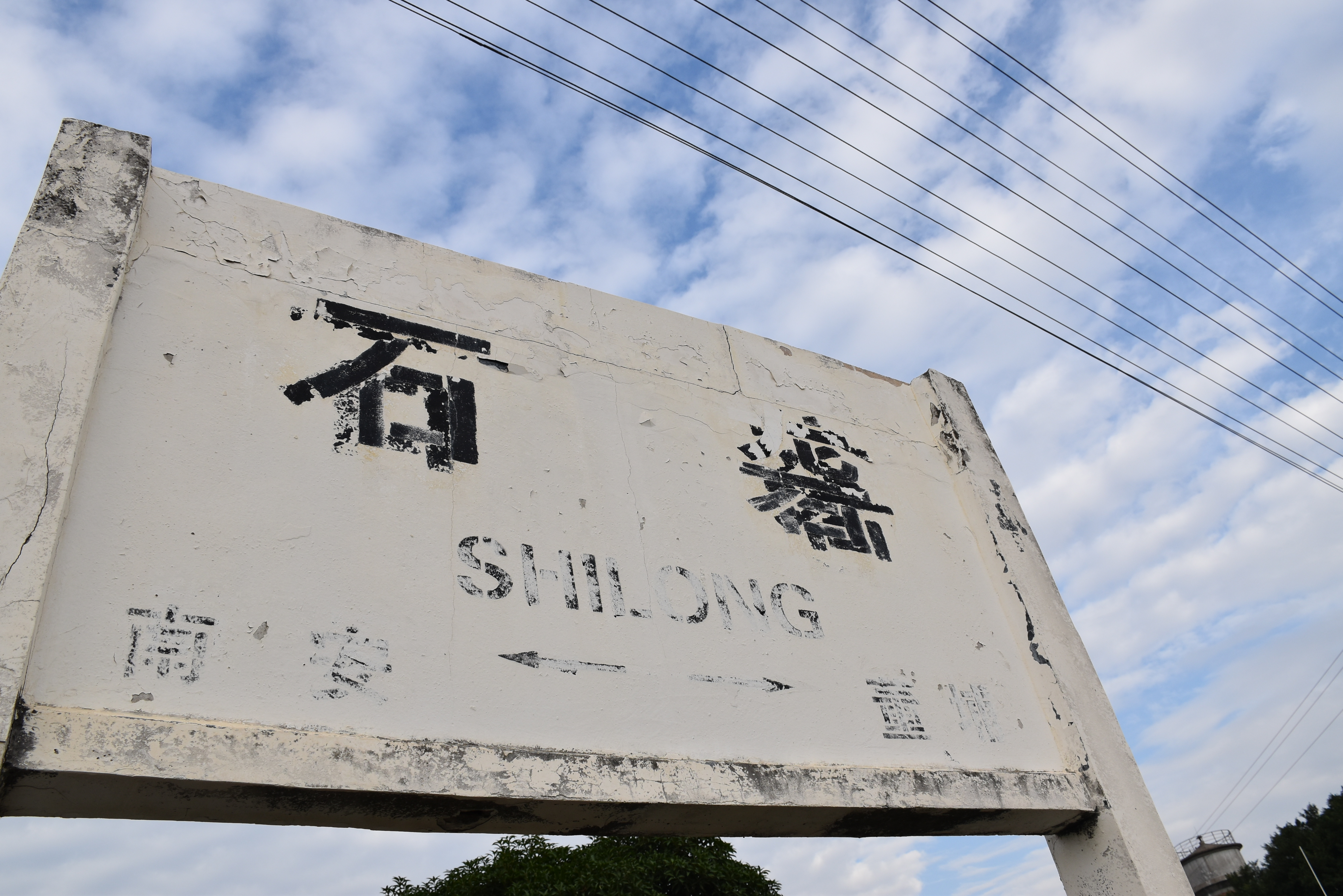
石砻站站牌
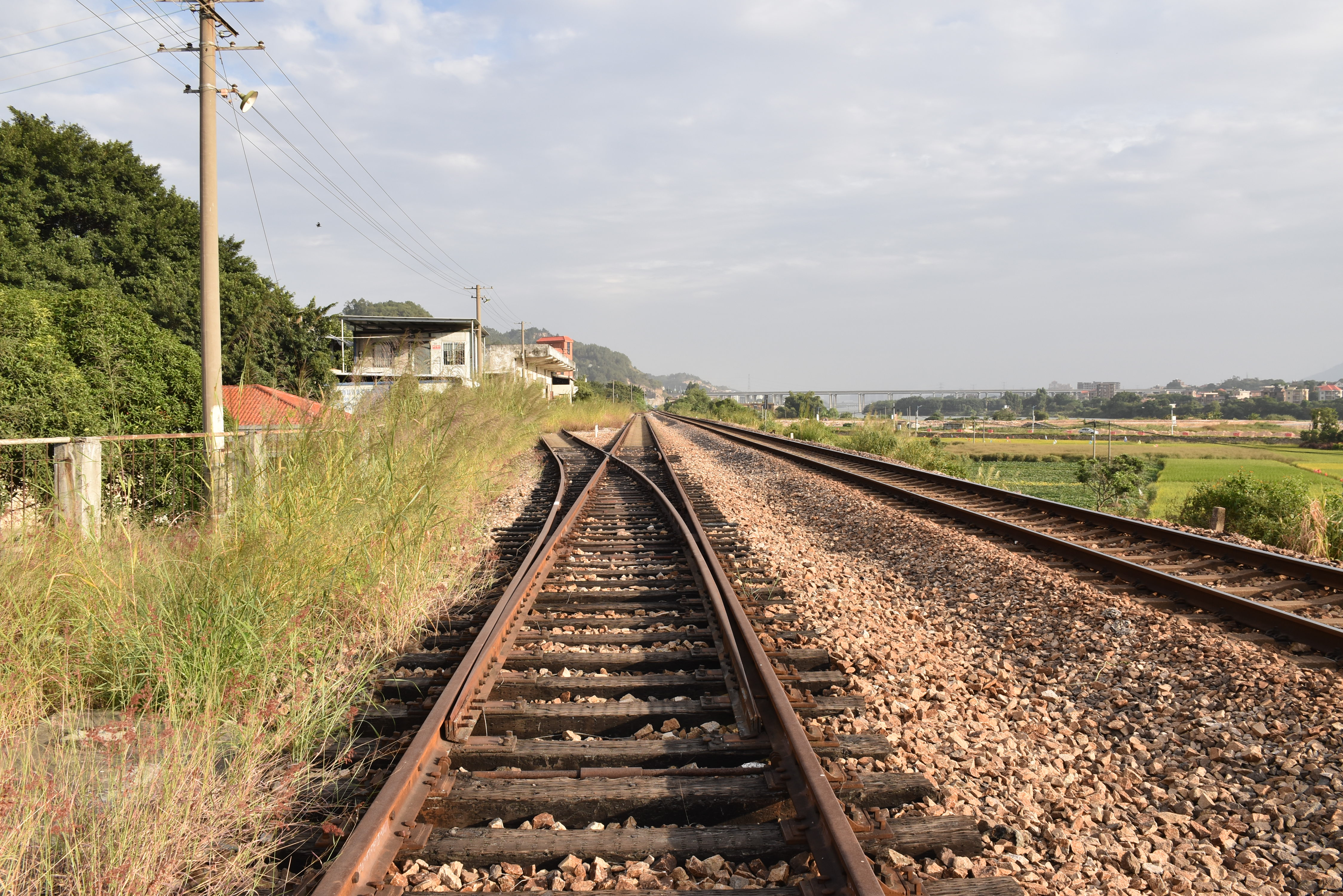
石砻站站场